# Юханссон, Томас
Карл То́мас Конни Ю́ханссон, чаще просто Томас Юханссон (швед. Thomas Johansson; родился 24 марта 1975 года в Линчёпинге, Швеция) — шведский теннисист и тренер; победитель одного турнира Большого шлема в одиночном разряде (Открытый чемпионат Австралии-2002); бывшая седьмая ракетка мира в одиночном разряде; призёр Олимпийских игр (2008) в парном разряде; победитель 10 турниров ATP (девять — в одиночном разряде); обладатель Кубка Дэвиса (1998) и командного Кубка мира (2008) в составе национальной сборной Швеции.

## Общая информация
Родителей Томаса зовут Кристер и Мод, есть младшая сестра — Тина. Начал играть в теннис в пять лет с отцом. Кумиром в детстве был соотечественник Матс Виландер.
3 декабря 2005 года женился на девушке по имени Гизелла, 13 октября 2006 года у них родился сын Лукас.
С января 2010 по декабрь 2012 года являлся директором турнира ATP в Стокгольме .
В 2001 году Томас принял участие в матче звёзд АТР против игроков НХЛ в ежегодном турнире по уличному хоккею в Монреале, где забросил две шайбы и сделал результативную передачу, а команда теннисистов в итоге победила со счётом 6:5.

## Спортивная карьера

### Начало карьеры
Томас Юханссон в 1989 году стал чемпионом Европы среди юниоров (до 14 лет) в одиночном и парном разрядах. В 1991 году, несмотря на травмированный локоть, Томас дошёл до финала юношеского турнира Orange Bowl в возрастной категории до 16 лет, а 1993 год закончил на десятом месте в мировом рейтинге среди юношей. В том же году он провёл свои первые матчи в профессиональных турнирах. В 1994 году через квалификацию попал на первый взрослый турнир серии Большого шлема — Открытый чемпионат Австралии.
В 1995 году Юханссон выиграл свои первые турниры серии «челленджер» в одиночном (Иерусалим, Неаполь) и парном (Лиллехаммер, Тампере) разрядах и закончил сезон недалеко от первой сотни рейтинга. В феврале 1996 года он впервые поднялся в топ-100. Летом Томас дошёл до четвёртого круга на Уимблдоне, а осенью на турнире АТР-тура в Сингапуре взял верх над Рихардом Крайчеком, восьмой ракеткой мира (на отказе соперника от продолжения матча после второго сета) и по итогу вышел в полуфинал. До конца сезона швед ещё дважды проходил в 1/2 финала (в Пекине и Стокгольме. После Уимблдона он на постоянной основе вошёл в сотню сильнейших теннисистов мира, а год закончил на 60-й позиции.

### Пик карьеры (1997—2002)
В марте 1997 года Юханссон выиграл два турнира АТР подряд: в Копенгагене и Санкт-Петербурге, а с учётом выхода в полуфинал в Гонконге выдал серию из 13 выигранных матчей подряд. В апреле он сыграл в ещё одном полуфинале на турнире в Токио. Осенью он ещё дважды дошёл до полуфиналов на турнирах АТР и закрепился по ходу сезона в числе 50 лучших теннисистов мира.
В феврале 1998 года Юханссон вышел в полуфинал в Санкт-Петербурге. Затем на турнирах в Антверпене и Роттердаме победил ещё двух соперников из первой десятки рейтинга — своего соотечественника Йонаса Бьоркмана и Евгения Кафельникова. Выход в финал турнира в Роттердаме переместил его на одну неделю на 30-е место в рейтинге. В апреле он вышел в полуфинал на харде в Гонконге, а летом до этой же стадии добрался на траве в Халле и грунте в турнире в Бостаде. В конце лета Юханссон дошёл до первого четвертьфинала Большого шлема на Открытом чемпионате США. В третьем круге он вновь на отказе соперника прошёл Крайчека, на тот момент пятого в мире, а потом выбил с турнира № 11 в мире Кафельникова. В 1/4 он в сложном пятисетовом матче проиграл Марку Филиппуссису, тай-брейк последнего сета завершился при счёте 12-10 в пользу австралийца. После выступления в США Юханссон получил первый вызов в сборную Швеции и помог своей команде в полуфинале Кубке Дэвиса обыграть Испанию со счётом 4:1. Томас смог нанести поражение № 5 в мире и лидеру испанской команды Карлосу Мойе. Позже шведы выиграли в финале Италию, но Юханссон в том противостоянии за сборную не сыграл. Осенью он также отметился двумя полуфиналами и выходом в финал на турнире в Стокгольме. В итоге он закончил год среди двадцати лучших теннисистов мира.
1999 год прошёл для Юханссона неровно. В феврале он вышел в первый в сезоне полуфинал на зальном турнире в Лондоне, обыграв в 1/4 вторую ракетку мира Евгения Кафельникова (6-2, 7-6). В апреле он вышел в полуфинал в Токио. После серии неудачных выступлений в августе он неожиданно выиграл турнир серии АТР Мастерс в Монреале, победив в финале Кафельникова, четвёртую ракетку мира (1-6, 6-3, 6-3). Он пропустил Открытый чемпионат США и месяц не выступал. По возвращении он один раз доиграл до полуфинала на турнире в Тулузе.
Начало следующего года прошло неудачно, и до Уимблдона Юханссону не удалось ни разу выиграть два матча подряд. На Уимблдоне он, однако, переломил эту тенденцию и дошёл до четвёртого круга, обыграв по пути № 5 в мире Кафельникова. В дальнейшем он второй раз дошёл до четвертьфинала на Открытом чемпионате США, а также впервые принял участие в Олимпийском турнире, но в Сиднее первом же круге уступил Марку Филиппусису, пятнадцатому в мире. В конце года, занимая 57-е место в рейтинге, Юханссон победил на турнире в Стокгольме, одержав победы сразу над тремя теннисистами из первой десятки. 
2001 года Юханссон начал с двух четвертьфиналов на разминочных турнирах перед Открытом чемпионатом Австралии, на котором доиграл до третьего раунда. После этого он помог команде Швеции обыграть в первом раунде Кубка Дэвиса Чехию, принеся ей решающее очко в пятом матче серии против Иржи Новака. В начале марта он вышел в полуфинал турнира в Дубае, переиграв по пути в очередной раз Кафельникова, но уступив его соотечественнику Марату Сафин. Затем на Мастерсе в Индиан-Уэлсе Юханссон взял реванше у второй ракетки мира Сафина на старте турнира (7-5, 7-5), а на следующем Мастерсе в Майами переиграл действующую первую ракетку мира Густаво Куэртена (6-3, 4-6, 6-4) и вышел в четвёртый раунд. В апреле в четвертьфинал Кубка Дэвиса Юханссон одержал две победы, в том числе снова над Кафельниковым и помог Швеции пройти команду России. В грунтовом отрезке сезона лучшим результатом стал четвертьфинал Мастерса в Гамбурге, через неделю после которого он вернул себе место в топ-20.
В преддверии Уимблдона 2001 года Юханссон выигрывал два турнира подряд на травяных кортах. Сначала он стал чемпионом в Халле, где в полуфинале третий раз в сезоне нанёс поражение Кафельникову, а затем взял титул в Ноттингеме. Перед Открытом чемпионатом США удалось выйти в полуфинал в Лонг-Айленд, а уже на самом Большом шлеме в Нью-Йорке доиграл до четвёртого раунда. В сентябре он сыграл в полуфинальном матче Кубка Дэвиса с австралийцами и в проигранном противостоянии принёс команде единственное очко, обыграв в пяти сетах № 4 в мире Патрика Рафтера. До конца сезона он три раза играл в четвертьфиналах, в том числе на Мастерсе в Париже и завершил сезон в топ-20.
В начале 2002 года Юханссон одержал главную победу в карьере, выиграв Открытый чемпионат Австралии — единственный его титул Большого шлема в карьере. Юханссон стал первым шведом за десять лет, выигравшим турнир Большого шлема в одиночном разряде. При этом ему ни разу на протяжении турнира не встретился соперник из первой десятки и только в финале ему противостоял соперник из первой двадцатки, 11-я ракетка мира Сафин. После этой победы Юханссон впервые вошёл в число десяти лучших теннисистов мира.
| Стадия  | Соперник (посев)     | Рейтинг | Счёт                   | Время матча |
| 1 раунд | Хакобо Диас Руис     | 89      | 6-1 3-6 7-6(2) 6-4     | 2 ч 50 мин  |
| 2 раунд | Маркус Хипфль        | 73      | 6-4 6-1 6-4            | 1 ч 57 мин  |
| 3 раунд | Юнес эль-Айнауи (21) | 23      | 5-7 6-2 6-2 6-4        | 2 ч 23 мин  |
| 4 раунд | Адриан Войня         | 107     | 6-7(8) 6-2 6-0 6-4     | 2 ч 27 мин  |
| 1/4     | Йонас Бьоркман       | 64      | 6-0 2-6 6-3 6-4        | 2 ч 35 мин  |
| 1/2     | Иржи Новак (26)      | 24      | 7-6(5) 0-6 4-6 6-3 6-4 | 2 ч 51 мин  |
| Финал   | Марат Сафин (9)      | 11      | 3-6 6-4 6-4 7-6(4)     | 2 ч 53 мин  |

В статусе игрока топ-10 Юханссон отправился в сборную на матч первого раунда Кубка Дэвиса против Великобритании. Он смог принести в пятой игре решающее очко шведам, после победы в четырёх сетах над Грегом Руседски. На турнире в Дубае в том же месяце он смог выйти в полуфинал. В апреле удалось дойти до 1/4 финала на Мастерсе в Монте-Карло. В июне он поднялся на самую высокую в карьере — седьмую позицию мирового рейтинга. Хотя в дальнейшем сезон развивался не так удачно, в конце года Юханссон принял участие на Итоговом турнире, где в качестве запасного заменил травмированного Андре Агасси, однако, уступил в этой игре шестой ракетке мира Федереру.

### Последние годы карьеры (2003—2009)

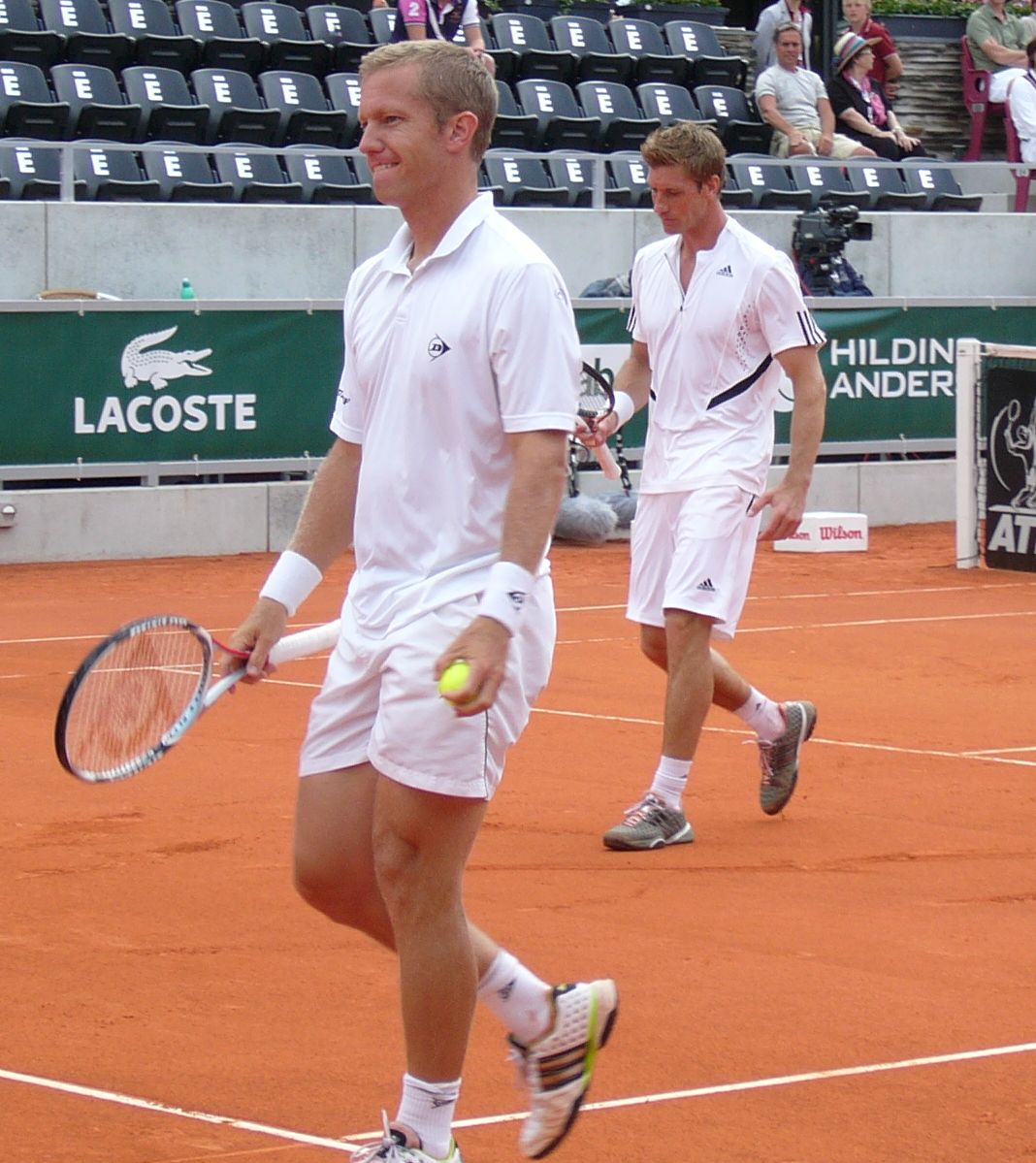
Юханссон (впереди) с Симоном Аспелином на турнире в Бостаде 2008 года

Весь 2003 год Юханссон пропустил после февральской операции на левом колене. Вернулся на корт он на старте сезона 2004 года. В феврале он дошёл до полуфинала в Милане, в июне до финала в Ноттингеме. На Уимблдоне он вышел в третий раунд, в котором уступил Федереру и после турнира вернул себе место в первой сотни рейтинга. В августе на Мастерс в Торонто Юханссон попал только в качестве лаки-лузера, но при этом смог доиграть до полуфинала, где проиграл Федереру, первой ракетке мира. Во втором круге Открытого чемпионата США он вывел из борьбы десятую ракетку мира, Гастона Гаудио, а в октябре второй раз в карьере выиграл турнир в Стокгольме, победив в финале Андре Агасси, седьмого в мире на тот момент. За сезон он проделал путь из шестой сотни рейтинга до места в топ-30 сильнейших.
На Открытом чемпионате Австралии 2005 года Юханссон доиграл до четвёртого раунда. В феврале он вышел в полуфинал в Роттердаме, где в матче второго раунда обыграл игрока топ-10 на тот момент и своего однофамильца Йоахима Юханссона. В начале марта в Кубке Дэвиса сыграл ещё один решающий пятый матч, который определял кто пройдет дальше Швеция или Франции. На этот раз он не смог помочь сборной, проиграв в четырёх сетах Полю-Анри Матьё. На Мастерсе в Майами в третьем раунде он победил шестую ракетку мира Карлоса Мойю (7-6, 3-6, 6-2) и в целом прошёл в четвертьфинал. После этих успешных выступлений он вернулся в двадцатку лучших теннисистов мира. В июне в Лондоне швед вышел в полуфинал после победы над № 9 в мире Тимом Хенменом (6-4, 6-4). Хорошего результата удалось достичь на Уимблдоне, где он дошёл до полуфинала, в котором в четырёх сетах проиграл Энди Роддику. После набранных рейтинговых очков за этот результат Юханссон на 4 недели смог вернуть место в топ-10 мирового рейтинга. Осенью Юханссон помог сборной сохранить на следующий год место в Мировой группе Кубка Дэвиса, выходил в полуфинал на турнирах в Пекине и Хошимине, а также ближе к концу сезона выиграл турнир в Санкт-Петербурге. Этот был его 9-й и последний одиночный титул в основном туре. Ближе к концу сезона у него наладилась и игра в парах, и он за месяц трижды с разными партнёрами выходил в полуфиналы турниров АТР, войдя в итоге в сотню сильнейших и в парном разряде. 
На Открытом чемпионате Австралии 2006 года Юханссон второй год подряд прошёл в четвёртый раунд. В феврале на тренировке на турнире в Роттердаме он получил травму глаза и пропустил почти три месяца после операции по восстановлению отслоившейся сетчатки. В июле он сумел выиграть единственный в карьере в Туре титул в парах — на турнире в Бостаде, где его партнёром был Бьоркман. В одиночном разряде в октябре он в третий раз вышел в финал в Санкт-Петербурге, но проиграл Марио Анчичу и окончил сезон за пределами первой полусотни рейтинга. В этом сезоне в июне он также был избран в Совет игроков АТР. 
На следующий год он второй раз за карьеру дошёл со сборной до полуфинала Кубка Дэвиса, выиграв четыре из пяти проведённых встреч, а в конце сезона в четвёртый раз пробился в финал в Стокгольме, победив в полуфинале седьмую ракетку мира Джеймса Блейка (которого перед этим обыграл и в матче Кубка Дэвиса), но проиграв в финале Иво Карловичу. В 2008 году он добился последних важных успехов в карьере, завоевав со сборной Швеции командный Кубок мира в Дюссельдорфе и добравшись в паре с Симоном Аспелином до финала Олимпийского турнира в Пекине. Это был всего лишь второй финал в парном разряде за его карьеру. После этого успеха он сократил количество выступлений и, так и не сумев оправиться от очередной травмы ноги, в июне 2009 года объявил об уходе с корта.

### Тренерская карьера
После завершения активной игровой карьеры Томас занялся тренерской карьерой. Среди его подопечных на этом поприще числятся: Каролина Возняцки (2012 год), Борна Чорич (2015 год), Давид Гоффен (2016, 2019—2020), Мария Саккари (2017—2018), Филип Краинович (2018—2019), Сорана Кырстя (2023 год) и Кэй Нисикори (2024 год).

## Рейтинг на конец года
| Год  | Одиночный рейтинг | Парный рейтинг |
| 2009 | 601               |                |
| 2008 | 136               | 128            |
| 2007 | 62                | 105            |
| 2006 | 71                | 136            |
| 2005 | 13                | 72             |
| 2004 | 30                | 261            |
| 2002 | 14                | 174            |
| 2001 | 18                | 297            |
| 2000 | 39                | 163            |
| 1999 | 39                | 386            |
| 1998 | 17                | 209            |
| 1997 | 39                | 361            |
| 1996 | 60                | 599            |
| 1995 | 117               | 274            |
| 1994 | 486               | 495            |
| 1993 | 422               |                |

## Выступления на турнирах

### Финалы турниров Большого шлема в одиночном разряде (1)

#### Победа (1)
| №  | Год  | Турнир                       | Покрытие | Соперник в финале | Счёт               |
| 1. | 2002 | Открытый чемпионат Австралии | Хард     | Марат Сафин       | 3-6 6-4 6-4 7-6(4) |

### Финалы турнировATPв одиночном разряде (14)

#### Победы (9)
| Титулы                      |
| --------------------------- |
| Турниры Большого шлема (1)* |
| Итоговый турнир ATP (0)     |
| Олимпиада (0)               |
| Мастерс (1)                 |
| International Gold (0)      |
| International (7+1)         |

| Титулы по покрытиям | Титулы по месту проведения матчей турнира |
| ------------------- | ----------------------------------------- |
| Хард (5)*           | Зал (4)                                   |
| Грунт (0+1)         | Зал (4)                                   |
| Трава (2)           | Открытый воздух (5+1)                     |
| Ковёр (2)           | Открытый воздух (5+1)                     |

* количество побед в одиночном разряде + количество побед в парном разряде.
| №  | Дата            | Турнир                       | Покрытие    | Соперник в финале   | Счет               |
| 1. | 10 марта 1997   | Копенгаген, Дания            | Ковёр (зал) | Мартин Дамм         | 6-4 3-6 6-2        |
| 2. | 17 марта 1997   | Санкт-Петербург, Россия      | Ковёр (зал) | Ренцо Фурлан        | 6-3 6-4            |
| 3. | 2 августа 1999  | Монреаль, Канада             | Хард        | Евгений Кафельников | 1-6 6-3 6-3        |
| 4. | 20 ноября 2000  | Стокгольм, Швеция            | Хард (зал)  | Евгений Кафельников | 6-2 6-4 6-4        |
| 5. | 11 июня 2001    | Халле, Германия              | Трава       | Фабрис Санторо      | 6-3 6-7(5) 6-2     |
| 6. | 18 июня 2001    | Ноттингем, Великобритания    | Трава       | Харел Леви          | 7-5 6-3            |
| 7. | 14 января 2002  | Открытый чемпионат Австралии | Хард        | Марат Сафин         | 3-6 6-4 6-4 7-6(4) |
| 8. | 25 октября 2004 | Стокгольм, Швеция (2)        | Хард (зал)  | Андре Агасси        | 3-6 6-3 7-6(4)     |
| 9. | 24 октября 2005 | Санкт-Петербург, Россия (2)  | Хард (зал)  | Николас Кифер       | 6-4 6-2            |

#### Поражения (5)
| №  | Дата            | Турнир                    | Покрытие    | Соперник в финале | Счет           |
| 1. | 2 марта 1998    | Роттердам, Нидерланды     | Ковёр (зал) | Ян Симеринк       | 6-7(2) 2-6     |
| 2. | 9 ноября 1998   | Стокгольм, Швеция         | Хард (зал)  | Тодд Мартин       | 3-6 4-6 4-6    |
| 3. | 14 июня 2004    | Ноттингем, Великобритания | Трава       | Парадорн Шричапан | 6-1 6-7(4) 3-6 |
| 4. | 29 октября 2006 | Санкт-Петербург, Россия   | Ковёр (зал) | Марио Анчич       | 5-7 6-7(2)     |
| 5. | 14 октября 2007 | Стокгольм, Швеция (2)     | Хард (зал)  | Иво Карлович      | 3-6 6-3 1-6    |

### Финалы турнировATPв парном разряде (2)

#### Победа (1)
| №  | Дата         | Турнир         | Покрытие | Партнёр        | Соперники в финале         | Счёт           |
| 1. | 16 июля 2006 | Бостад, Швеция | Грунт    | Йонас Бьоркман | Кристофер Кас Оливер Марах | 6-3 4-6 [10-4] |

#### Поражение (1)
| №  | Дата            | Турнир    | Покрытие | Партнёр       | Соперники в финале                | Счёт               |
| 1. | 17 августа 2008 | Олимпиада | Хард     | Симон Аспелин | Станислас Вавринка Роджер Федерер | 3-6 4-6 7-6(4) 3-6 |

### Финалы командных турниров (2)

#### Победы (2)
| №  | Год  | Турнир               | Команда                                     | Соперник в финале                                      | Счёт |
| 1. | 1998 | Кубок Дэвиса         | Швеция Не играл в финале.                   | Италия А.Гауденци, Д.Наргизо, Дж. Поцци, Д.Сангвинетти | 4-1  |
| 1. | 2008 | Командный Кубок мира | Швеция Р.Линдстедт, Р.Сёдерлинг, Т.Юханссон | Россия И.Андреев, Д.Турсунов, М.Южный                  | 2-1  |

## История выступлений на турнирах
| Турнир                       | 1994  | 1995  | 1996  | 1997          | 1998          | 1999          | 2000  | 2001  | 2002   | 2004  | 2005          | 2006          | 2007          | 2008  | Итог   | В/П за карьеру |
| ---------------------------- | ----- | ----- | ----- | ------------- | ------------- | ------------- | ----- | ----- | ------ | ----- | ------------- | ------------- | ------------- | ----- | ------ | -------------- |
| Турниры Большого шлема       |       |       |       |               |               |               |       |       |        |       |               |               |               |       |        |                |
| Открытый чемпионат Австралии | 1Р    | -     | 2Р    | 2Р            | 1Р            | 1Р            | 2Р    | 3Р    | П      | 1Р    | 4Р            | 4Р            | 2Р            | 1Р    | 1 / 13 | 19-12          |
| Открытый чемпионат Франции   | К     | 1Р    | 2Р    | 1Р            | 1Р            | -             | 2Р    | 1Р    | 2Р     | -     | 2Р            | 1Р            | 1Р            | 1Р    | 0 / 11 | 4-11           |
| Уимблдонский турнир          | -     | -     | 4Р    | 2Р            | 3Р            | 2Р            | 4Р    | 2Р    | 1Р     | 3Р    | 1/2           | 1Р            | 1Р            | 2Р    | 0 / 12 | 19-12          |
| Открытый чемпионат США       | К     | -     | 2Р    | 1Р            | 1/4           | -             | 1/4   | 4Р    | -      | 3Р    | 2Р            | 1Р            | 3Р            | 1Р    | 0 / 10 | 17-10          |
| Итог                         | 0 / 1 | 0 / 1 | 0 / 4 | 0 / 4         | 0 / 4         | 0 / 2         | 0 / 4 | 0 / 4 | 1 / 3  | 0 / 3 | 0 / 4         | 0 / 4         | 0 / 4         | 0 / 4 | 1 / 46 |                |
| В/П в сезоне                 | 0-1   | 0-1   | 6-4   | 2-4           | 6-4           | 2-2           | 9-4   | 6-4   | 8-2    | 4-3   | 10-4          | 3-4           | 3-4           | 1-4   |        | 59-45          |
| Итоговые турниры             |       |       |       |               |               |               |       |       |        |       |               |               |               |       |        |                |
| Итоговый турнир ATP          | -     | -     | -     | -             | -             | -             | -     | -     | Группа | -     | -             | -             | -             | -     | 0 / 1  | 0-1            |
| Олимпийские игры             |       |       |       |               |               |               |       |       |        |       |               |               |               |       |        |                |
| Летняя олимпиада             | НП    | НП    | -     | Не проводился | Не проводился | Не проводился | 1Р    | НП    | НП     | -     | Не проводился | Не проводился | Не проводился | 2Р    | 0 / 2  | 1-2            |
| Турниры ATP Мастерс          |       |       |       |               |               |               |       |       |        |       |               |               |               |       |        |                |
| Индиан-Уэлс                  | -     | -     | -     | -             | -             | 2Р            | 2Р    | 2Р    | 1Р     | 2Р    | 2Р            | -             | 3Р            | 2Р    | 0 / 8  | 7-8            |
| Майами                       | -     | -     | -     | -             | -             | 2Р            | 1Р    | 4Р    | 4Р     | 1Р    | 1/4           | -             | 2Р            | 3Р    | 0 / 8  | 10-8           |
| Монте-Карло                  | -     | -     | -     | 1Р            | 1Р            | 1Р            | 1Р    | 1Р    | 1/4    | -     | 1Р            | -             | 1Р            | -     | 0 / 8  | 3-8            |
| Гамбург                      | -     | -     | -     | -             | -             | 1Р            | 1Р    | 1/4   | 2Р     | -     | 1Р            | 1Р            | -             | -     | 0 / 6  | 4-6            |
| Рим                          | -     | -     | -     | 2Р            | 1Р            | 1Р            | 1Р    | 1Р    | 1Р     | -     | 2Р            | 2Р            | -             | -     | 0 / 8  | 3-8            |
| Монреаль/Торонто             | -     | -     | -     | -             | -             | П             | 2Р    | 2Р    | 2Р     | 1/2   | 2Р            | 3Р            | -             | 2Р    | 1 / 8  | 17-7           |
| Цинциннати                   | -     | -     | -     | 2Р            | 1/4           | 1Р            | 1Р    | 1Р    | 1Р     | 2Р    | 1Р            | 1Р            | -             | 1Р    | 0 / 10 | 5-10           |
| Штутгарт/Мадрид              | -     | -     | -     | 1Р            | 3Р            | 1Р            | 2Р    | 2Р    | 3Р     | -     | 3Р            | -             | -             | -     | 0 / 7  | 5-7            |
| Париж                        | -     | -     | -     | 2Р            | 2Р            | 2Р            | -     | 1/4   | 3Р     | 1Р    | 3Р            | 2Р            | К             | -     | 0 / 8  | 7-8            |
| Статистика за карьеру        |       |       |       |               |               |               |       |       |        |       |               |               |               |       |        |                |
| Проведено финалов            | 0     | 0     | 0     | 2             | 2             | 1             | 1     | 2     | 1      | 2     | 1             | 1             | 1             | 0     |        | 14             |
| Выиграно турниров            | 0     | 0     | 0     | 2             | 0             | 1             | 1     | 2     | 1      | 1     | 1             | 0             | 0             | 0     |        | 9              |
| В/П: всего                   | 0-2   | 1-3   | 28-21 | 32-27         | 45-31         | 22-25         | 22-26 | 46-25 | 29-24  | 29-21 | 48-25         | 10-18         | 27-24         | 15-22 |        | 357-296        |
| Σ % побед                    | 0 %   | 25 %  | 57 %  | 54 %          | 59 %          | 47 %          | 46 %  | 65 %  | 55 %   | 58 %  | 66 %          | 36 %          | 53 %          | 41 %  |        | 55 %           |

К — проиграл в квалификационном турнире.